# 103
103（一百零三）是102与104之间的自然数。

## 数学性质
- 第27個質數。前一個為101、下一個為107。
  - 第9对孿生質數，為（101、 103）。
  - 高斯質數之一。
- 第78個虧數，真因數和為1，虧度為102。前一個為101、下一個為105。
- 第70個不尋常數，大於平方根的質因數為103。前一個為102、下一個為104。
- 第64個無平方數因數的數。前一個為102、下一個為105。
- 第40個十进制的等數位數。前一個為101、下一個為105。
- 在十进制中，將103的最後一個數字3放在剩下數字（10）的前面，剛好就是它的三倍加一。
- 第11個嚴格非迴文數，在2到101進位中，103均不是迴文數。
- 第21個快樂數。

## 科學上
- 103是鐒的原子序數[1]。
- 天文學：
  - 小行星103
  - M103

## 在其它領域中
- 中国第一台电子计算机103机
- 美國陸軍的M103重戰車 Fighting Monster
- 日本國鐵103系電力動車組
- 遠東航空103號班機空難
- 103年或前103年
- 新光銀行的銀行代碼
- 中華電信船舶台
- 過海隧道巴士103線